# Ab anbar

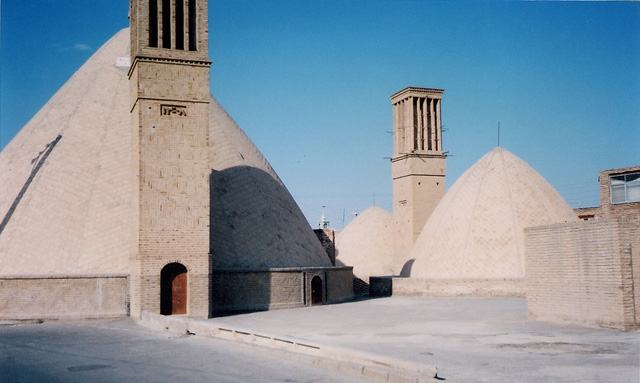
Un ab anbar con doble cúpula y captador de viento en la ciudad de Naeen del desierto central, cerca de Yazd.

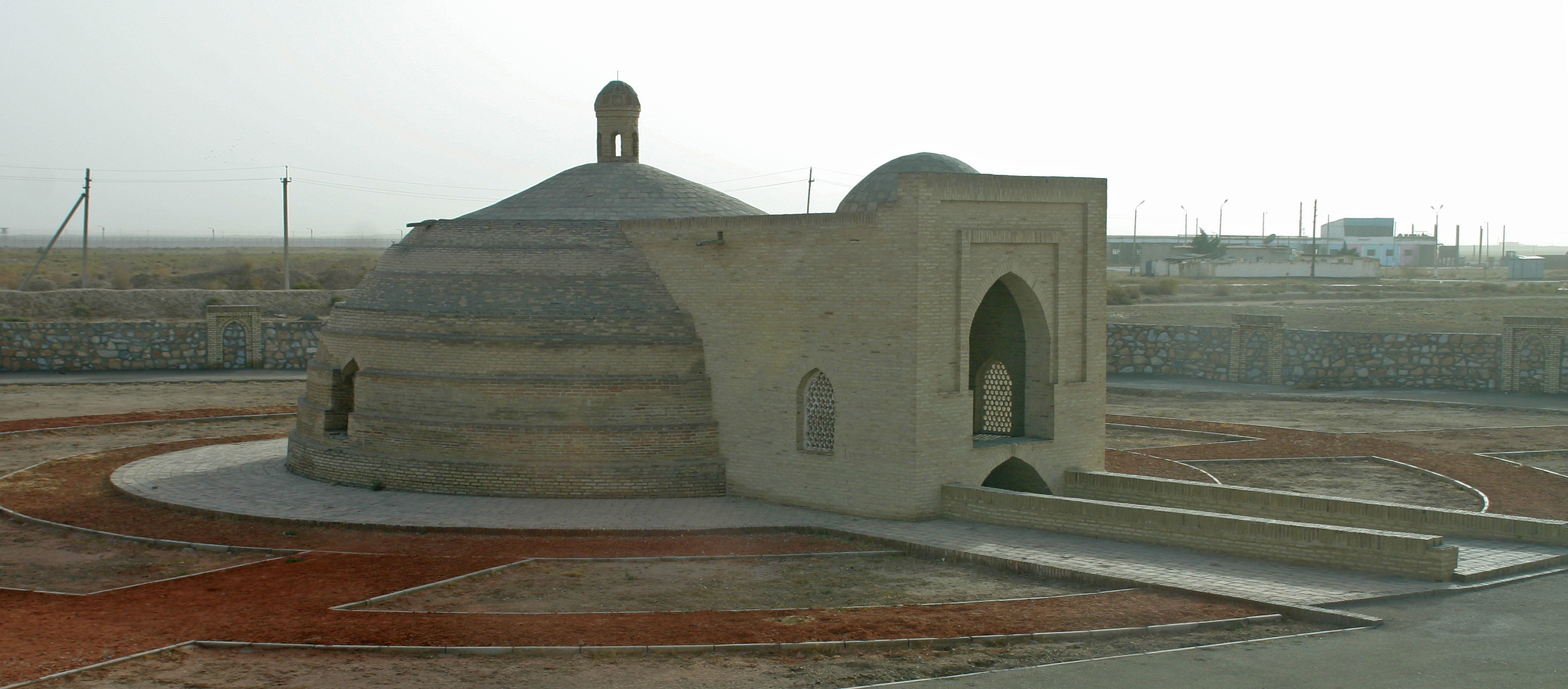
Un sardaba en Uzbekistán

Un ab anbar (en persa: آب انبار‎ literalmente "cisterna") es un depósito tradicional o cisterna de agua potable utilizado en la antigüedad, durante la época de la Gran Irán.

## Estructura
Para soportar la presión que el agua ejerce en los envases de los tanque de almacenamiento, los mismos fueron construidos bajo el nivel del suelo. Esto también proporciona resistencia ante los terremotos. Muchas ciudades en Irán se encuentran en una región que ha sido afectada por terremotos de gran magnitud. Ya que casi todos los ab anbars son estructuras subterráneas, tapadas apenas por encima del nivel del suelo, son intrínsecamente estructuras estables.
El material de construcción utilizado era muy duro y extensamente se utilizó un mortero especial llamó sarooj, hecho de arena, arcilla, claras de huevo, lima, cabello de cabra, y ceniza en proporciones concretas, según la ubicación y clima de la ciudad. Esta mezcla fue pensada para ser completamente impenetrable por el agua. Las paredes del almacenamiento eran a menudo de 2 metros de grosor, y ladrillos especiales tuvieron que ser utilizados. Estos ladrillos eran especialmente cocidos para los ab anbars y fueron llamados Ajor Ab anbari. Algunos ab anbars eran tan grandes que fueron construidos debajo de caravanserais como el de Haj Agha Ali en Kerman. A veces también eran construidos bajo mezquitas, como el ab anbar de Vazir cercano a Isfahán.
La parte inferior de los tanques de almacenamiento a menudo estaban llenos de metales por diversos motivos estructurales. El monarca Aga Muhammad Khan, se dice que extrajo los metales de la parte inferior de los baños públicos de Ganjali Khan para hacer viñetas para una batalla.

## Tanque de almacenamiento

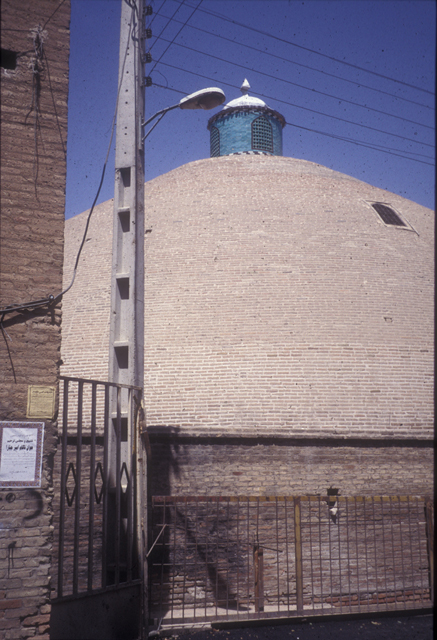
Ab anbar de Sardar-i Bozorg, en Qazvin, es el más grande de una sola cúpula en Irán.

Algunos tenían espacio de almacenamiento de tanques que eran rectangulares en diseño, como en Qazvin, en contraposición a los diseños cilíndricos en Yazd. Hay varios diseños para el arco del techo de los espacios de almacenamiento de cada uno de los ab anbar, a saber, ahang, kalanbu, kazhāveh, o combinaciones de estos, dependiendo de las características del espacio de almacenamiento.
En el ejemplo particular de Sardar-e Bozorg ab anbar en Qazvin, el espacio de almacenamiento se ha construido tan grande que llegó a ser conocido como el más grande ab anbar de una sola cúpula de Irán.
Algunas fuentes indican que los arquitectos primero construían el espacio de almacenamiento y, a continuación, llenaban con heno y paja todo el camino hasta donde se podría iniciar la construcción de la cúpula. Después de terminarla, la paja se podía encender, por lo tanto despejando el espacio en el interior. Sin embargo, los agujeros se pueden ver en las paredes de muchos espacios de almacenamiento donde el andamiaje tal vez podría haber sido utilizado.
Un espacio de almacenamiento con una planta rectangular es mucho más difícil que uno de cúpula circular. No se sabe por qué los arquitectos en lugares particulares eligieron rectángulos o círculos, teniendo en cuenta que los espacios cilíndricos eran más fáciles de cubrir, y se considera más higiénico para el almacenamiento de agua debido a la falta de esquinas en el espacio.

## Acceso
Con el fin de tener acceso al agua, se podría ir a través de la entrada (sar-dar), que permanecía abierta, atravesar una escalera y llegar a la parte inferior donde habría grifos para acceder al agua en el almacenamiento. Junto al grifo sería incorporado un asiento o plataforma, un drenaje para la evacuación de agua de la llave, y pozos de ventilación. Dependiendo de dónde (qué profundidad) de los grifos se encontraban, el agua sería más fría o más cálida. Algunos almacenes tenían varios grifos ubicados a intervalos a lo largo de la escalera. Así nadie tenía acceso directo al cuerpo de agua, por lo tanto, se minimizaba la posible contaminación. El compartimiento de almacenamiento es completamente aislado del exterior, excepto por los pozos de ventilación o captadores de viento. El tanque de almacenamiento, era monitoreado durante todo el año para asegurarse que la superficie no había sido perturbada.

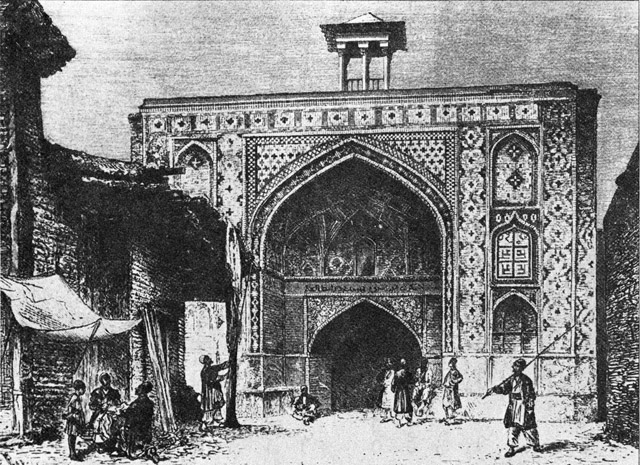
El sar-dar del ab anbar de Haj Kazem en Qazvin, esbozado por el explorador francés Dieulafoy a mediados de 1800.

En algunos ab anbars, como en Qazvin, la escalera y el almacenamiento eran construidos uno al lado del otro, mientras que en Yazd, el almacenamiento y la escalera a menudo no tenían conexiones estructurales para cada y la escalera se colocaba de forma independiente.
El número de pasos dependería de la capacidad de almacenamiento. El Sardar-e Bozorg ab anbar, por ejemplo, tiene 50 pasos que llevan al usuario a una profundidad de 17 m por debajo del nivel. La mezquita de Nabi ab anbar tenía 36 pasos, Haj Kazem 38 pasos, Jame' mezquita de 35 pasos, y Zabideh Khatun con 20 pasos (todos estos en Qazvin).
La persona responsable de llenar el ab anbars (público y privado) era alguien llamado meerab. En efecto, era responsable de la distribución de la red de kariz en varias ocasiones. Si una casa quería su ab anbar lleno, se pedía a los meerab abrir el kariz a su ab anbar. Una noche era suficiente para llenar un típico ab anbar. El ab anbar también tendría que limpiarse una vez al año.